# Zygophlebia
Zygophlebia es un género de helechos perteneciente a la familia  Polypodiaceae. Están descritas 16 especies de las que solo 11 han sido aceptadas hasta la fecha.

## Taxonomía
Zygophlebia fue descrito por L.E.Bishop y publicado en American Fern Journal 79(3): 107. 1989. La especie tipo es: Zygophlebia sectifrons (Kunze ex Mett.) L.E. Bishop. 

## Especies aceptadas
A continuación se brinda un listado de las especies del género Zygophlebia aceptadas hasta junio de 2012, ordenadas alfabéticamente. Para cada una se indica el nombre binomial seguido del autor, abreviado según las convenciones y usos:
- Zygophlebia cornuta (Lellinger) L.E. Bishop
- Zygophlebia devoluta (Baker) Parris
- Zygophlebia dudleyi L.E. Bishop
- Zygophlebia eminens (C.V. Morton) L.E. Bishop
- Zygophlebia forsythiana (Baker) Parris
- Zygophlebia longipilosa (C. Chr.) L.E. Bishop
- Zygophlebia major (Reimers) Parris
- Zygophlebia mathewsii (Kunze ex Mett.) L.E. Bishop
- Zygophlebia sectifrons (Kunze ex Mett.) L.E. Bishop
- Zygophlebia subpinnata (Baker) L.E. Bishop ex Parris
- Zygophlebia villosissima (Hook.) L.E. Bishop